# Василий Смирненски
Василий (на гръцки: Βασίλειος) е висш православен духовник, анхиалски и смирненски митрополит на Вселенската патриаршия.

## Биография
Роден е на 25 март 1834 или 1835 година в костурското село Загоричани, което тогава е в Османската империя, в семейството на Стерьо (Астериос) и Екатерина (Екатерини) под името Козма. Негов внук е деецът на ВМОРО Кузо Попдинов. Когато е на 10 години, умира майка му, а баща му, който е на гурбет в Бурса, не се връща в Загоричани. Завършва училище в Загоричани и в 1847 година на 13 години е изпратен в Цариград, където дядо му по майчина линия Николай е свещеник. Установява се във Вланга. Скоро обаче почива дядо му, както и баща му в Демирташ, Бурсенско и той е взет под опеката на сарафин в Кондоскали. Учи в училището във Фенер, където се запознава с втория дякон на патриаршията Панарет Тирнавитис. Под покровителството на Панарет, който междувременно става велик архидякон, се записва във Великата народна школа. След отстраняването на патриарх Антим IV Константинополски през ноември 1852 година, под закрилата си го поема новият архидякон Паисий, който го препоръчва на новия патриарх Герман IV Константинополски. В 1853 година лично Герман IV праща Василий в Семинарията на Халки, където му преподава ставруполският епископ Константин. Василий се отличава при изучаването на старогръцки и латински и започва да преподава тези предмети в долните класове като помощник на Илияс Танталидис. На 13 май 1860 година е хиротонисан от Константин Ставруполски за дякон, а през юли същата година завършва училището и става архидякон при митрополит Йоаникий Никейски, който пребивава предимно в Цариград.

### Анхиалски митрополит
В 1865 година, когато митрополит Софроний III Анхиалски подава оставка поради болест, Йоаникий Никейски предлага Василий за негов заместник. На 21 август 1865 е избран за анхиалски митрополит с 10 гласа срещу епископ Иларион Левкийски (2 гласа) и епископ Мелетий Гортински (0 гласа). На 25 септември 1865 година в столичния храм „Свети Николай“ в Дзивали е ръкоположен за свещеник от Йоаникий Никейски. На 27 септември в патриаршеската катедрала „Свети Георги“ е ръкоположен за анхиалски митрополит. Ръкополагането е извършено от митрополит Йоаникий Никейски в съслужение с митрополитите Гавриил Еноски, Антим Маронийски, Игнатий Еласонски и Кирил Коски. На 28 октомври заминава за смесената българо-гръцка Анхиалска епархия. Василий подпомага развитието на просветното и благотворителното дело в епархията си. По негова инициатива в близост до катедралата „Свети Архангели“ е издигната нова митрополитска сграда, докато е основана величествената църква „Света Богородица“. Василий основава Анхиалското дружество за прогрес, допринася за подобряването на училищата в града и насърчава много заможни родители да изпращат децата си за получаване на висше образование в различни европейски градове.
През октомври 1870 година Василий поема временно директорското място на Семинарията на Халки и налага строга дисциплина, с която овладява ученическите брожения след оттеглянето на Константин Ставруполски. Патриарх Антим VI Константинополски го предлага за наследник на митрополит Паисий Кесарийски и на 18 април 1871 година Василий е избран за кесарийски митрополит, но не приема избора и през септември 1871 година се връща в Анхиало. Междувременно на 27 февруари 1870 година е публикуван ферманът за учреждаване на Българската екзархия. Василий заедно с Илияс Танталидис, патриарх Кирил II Йерусалимски и Йоан Кесарийски не подкрепя твърдата линия към българските искания. През септември 1872 г. митрополит Василий взима участие в поместния Цариградски събор и е сред малцината, които са против провъзгласяването на Българската църква за схизматична. Заради благосклонното му поведение му е предложено да оглави новата църква, но Василий отказва.
След една година, когато на патриаршеския трон е Йоаким II Константинополски, Василий отново е повикан да оглави Семинарията на Халки, тъй като наследникът му Григориос Фотинос се проваля. Патриаршията му възлага да проучи въпроса с валидността на ръкополаганията от обявения за схизматичен български клир.
Митрополит Василий е автор и на няколко богословски труда, сред които „Трактат, в който се дири, дали църковните правила допущат и при какви условия да се приемат ръкоположените от низвержен и схизматически епископ клирици“, преведен на български от митрополит Симеон Варненски и Преславски.
Василий се връща в Анхиало в 1876 година, когато Източната криза вече е в ход. През юни 1877 година след обявяването на Руско-турската война Патриаршията заповядва на Василий, подозиран в проруски настроения, да напусне Анхиало и да се оттегли в манастира „Света Анастасия“ край Бургас. Там научава, че е уволнен по настояване на Високата порта за симпатии към настъпващите руски войски. С помощта на богатия банкер Георгиос Зарифис стига до Цариград, където остава три години при патриарх Йоаким III Константинополски. На 11 февруари 1881 година Светият синод го възстановява като анхиалски митрополит, където остава следващите три години. Напускайки Анхиало, Василий оставя по-голямата част от библиотеката си на Анхиалското дружество за прогрес.

### Смирненски митрополит
На 22 декември 1884 година след смъртта на митрополит Мелетий Смирненски Светият синод избира Василий за смирненски митрополит срещу Кирил Костурски и Йероним Маронийски. Изборът му е подпомогнат от архидякона на смирненската митрополия Стефан Сулидис, който е бил ученик на Василий в Семинарията на Халки. Сулидис убеждава видните членове на гръцката православна общност в Смирна да поискат за свой митрополит Василий. През март 1885 година Василий се установява в Смирна.
Василий Смирненски умира на 22 или 23 януари 1910 година в Смирна.
В 1928 година родното му село Загоричани, попаднало в Гърция след Междусъюзническата война в 1913 година, е прекръстено на Василиас (на димотики Василиада) в негова чест.